# Andreas Karō
Andreas Karō (in greco Ανδρέας Καρώ?; Nicosia, 9 settembre 1996) è un calciatore cipriota, difensore dell'Hermannstadt e della nazionale cipriota.

## Caratteristiche tecniche
È un difensore centrale.

## Carriera

### Club
Cresciuto nel settore giovanile del Nottingham Forest, nel 2016 è stato acquistato dall'Apollōn Limassol. Ha esordito in prima squadra il 1º febbraio 2017 disputando l'incontro di Kypello Kyprou vinto 2-0 contro l'AE Zakakiou. Viene prestato nell'estate 2017 al Nea Salamis e l'anno successivo al Pafos, con cui disputa una buona stagione.
Il 12 luglio 2019 viene prelevato dalla Lazio, che pochi giorni più tardi lo cede in prestito alla Salernitana.
Il 30 gennaio 2021 viene ceduto a titolo definitivo al Marítimo, dove disputa 9 presenze prima di lasciare il club portoghese dopo solo 6 mesi dal suo arrivo.
Il 9 giugno 2021 ritorna in patria tra le file dell'APOEL, con cui sigla un contratto triennale.

### Nazionale
Dopo avere giocato nelle selezioni giovanili cipriote, il 23 marzo 2018 riceve la sua prima convocazione in Nazionale maggiore senza giocare. Viene convocato in altre 4 occasioni senza venire schierato.
Il 16 novembre 2019 fa il suo debutto con Cipro nella gara persa per 1-2 contro la Scozia, uscendo tuttavia prima della fine del primo tempo a causa di un infortunio.

## Statistiche

### Presenze e reti nei club
Statistiche aggiornate al 3 dicembre 2023.
| Stagione                | Squadra                 | Campionato              | Campionato | Campionato | Coppe nazionali | Coppe nazionali | Coppe nazionali | Coppe continentali | Coppe continentali | Coppe continentali | Altre coppe | Altre coppe | Altre coppe | Totale | Totale |
| Stagione                | Squadra                 | Comp                    | Pres       | Reti       | Comp            | Pres            | Reti            | Comp               | Pres               | Reti               | Comp        | Pres        | Reti        | Pres   | Reti   |
| ----------------------- | ----------------------- | ----------------------- | ---------- | ---------- | --------------- | --------------- | --------------- | ------------------ | ------------------ | ------------------ | ----------- | ----------- | ----------- | ------ | ------ |
| 2016-2017               | Apollōn Limassol        | A                       | 0+1        | 0          | CC              | 2               | 0               | UEL                | 0                  | 0                  | SC          | 0           | 0           | 3      | 0      |
| 2017-2018               | Nea Salamis             | A                       | 21+8       | 2+1        | CC              | 3               | 0               | -                  | -                  | -                  | -           | -           | -           | 32     | 3      |
| ago. 2018               | Apollōn Limassol        | A                       | 0          | 0          | CC              | 0               | 0               | UEL                | 1                  | 0                  | -           | -           | -           | 1      | 0      |
| Totale Apollōn Limassol | Totale Apollōn Limassol | Totale Apollōn Limassol | 1          | 0          |                 | 2               | 0               |                    | 1                  | 0                  |             | 0           | 0           | 4      | 0      |
| ago. 2018-2019          | Pafos                   | A                       | 15+4       | 2          | CC              | 4               | 1               | -                  | -                  | -                  | -           | -           | -           | 23     | 3      |
| 2019-2020               | Salernitana             | B                       | 29         | 1          | CI              | 2               | 0               | -                  | -                  | -                  | -           | -           | -           | 31     | 1      |
| 2020-gen. 2021          | Salernitana             | B                       | 1          | 0          | CI              | 2               | 0               | -                  | -                  | -                  | -           | -           | -           | 3      | 0      |
| Totale Salernitana      | Totale Salernitana      | Totale Salernitana      | 30         | 1          |                 | 4               | 0               |                    | -                  | -                  |             | -           | -           | 34     | 1      |
| gen.-giu. 2021          | Marítimo                | PL                      | 9          | 0          | CP+CdL          | -               | -               | -                  | -                  | -                  | -           | -           | -           | 9      | 0      |
| 2021-2022               | APOEL                   | A                       | 19+9       | 4+1        | CC              | 2               | 0               | -                  | -                  | -                  | -           | -           | -           | 30     | 5      |
| 2022-2023               | APOEL                   | A                       | 19+6       | 0          | CC              | 2               | 2               | UECL               | 5                  | 0                  | -           | -           | -           | 32     | 2      |
| Totale APOEL            | Totale APOEL            | Totale APOEL            | 53         | 5          |                 | 4               | 2               |                    | 5                  | 0                  |             | -           | -           | 62     | 7      |
| 2023-2024               | OFI Creta               | SL                      | 12         | 0          | CG              | 0               | 0               | -                  | -                  | -                  | -           | -           | -           | 12     | 0      |
| Totale carriera         | Totale carriera         | Totale carriera         | 153        | 11         |                 | 17              | 3               |                    | 6                  | 0                  |             | 0           | 0           | 176    | 14     |

### Cronologia presenze e reti in nazionale
| Cronologia completa delle presenze e delle reti in nazionale ― Cipro | Cronologia completa delle presenze e delle reti in nazionale ― Cipro | Cronologia completa delle presenze e delle reti in nazionale ― Cipro | Cronologia completa delle presenze e delle reti in nazionale ― Cipro | Cronologia completa delle presenze e delle reti in nazionale ― Cipro | Cronologia completa delle presenze e delle reti in nazionale ― Cipro | Cronologia completa delle presenze e delle reti in nazionale ― Cipro | Cronologia completa delle presenze e delle reti in nazionale ― Cipro |
| Data                                                                 | Città                                                                | In casa                                                              | Risultato                                                            | Ospiti                                                               | Competizione                                                         | Reti                                                                 | Note                                                                 |
| -------------------------------------------------------------------- | -------------------------------------------------------------------- | -------------------------------------------------------------------- | -------------------------------------------------------------------- | -------------------------------------------------------------------- | -------------------------------------------------------------------- | -------------------------------------------------------------------- | -------------------------------------------------------------------- |
| 16-11-2019                                                           | Nicosia                                                              | Cipro                                                                | 1 – 2                                                                | Scozia                                                               | Qual. Euro 2020                                                      | -                                                                    | 42’                                                                  |
| 5-9-2020                                                             | Strovolos                                                            | Cipro                                                                | 0 – 2                                                                | Montenegro                                                           | UEFA Nations League 2020-2021 - 1º turno                             | -                                                                    | 54’                                                                  |
| 8-9-2020                                                             | Nicosia                                                              | Cipro                                                                | 0 – 1                                                                | Azerbaigian                                                          | UEFA Nations League 2020-2021 - 1º turno                             | -                                                                    |                                                                      |
| 7-10-2020                                                            | Larnaca                                                              | Cipro                                                                | 1 – 2                                                                | Rep. Ceca                                                            | Amichevole                                                           | -                                                                    | 64’                                                                  |
| 10-10-2020                                                           | Lussemburgo                                                          | Lussemburgo                                                          | 2 – 0                                                                | Cipro                                                                | UEFA Nations League 2020-2021 - 1º turno                             | -                                                                    | 61’                                                                  |
| 13-10-2020                                                           | Elbasan                                                              | Azerbaigian                                                          | 0 – 0                                                                | Cipro                                                                | UEFA Nations League 2020-2021 - 1º turno                             | -                                                                    | 26’                                                                  |
| 11-11-2020                                                           | Atene                                                                | Grecia                                                               | 2 – 1                                                                | Cipro                                                                | Amichevole                                                           | -                                                                    | 46’                                                                  |
| 4-6-2021                                                             | Budapest                                                             | Ungheria                                                             | 1 – 0                                                                | Cipro                                                                | Amichevole                                                           | -                                                                    | 78’                                                                  |
| 7-6-2021                                                             | Kharkiv                                                              | Ucraina                                                              | 4 – 0                                                                | Cipro                                                                | Amichevole                                                           | -                                                                    |                                                                      |
| 1-9-2021                                                             | Ta' Qali                                                             | Malta                                                                | 3 – 0                                                                | Cipro                                                                | Qual. Mondiali 2022                                                  | -                                                                    |                                                                      |
| 4-9-2021                                                             | Nicosia                                                              | Cipro                                                                | 0 – 2                                                                | Russia                                                               | Qual. Mondiali 2022                                                  | -                                                                    |                                                                      |
| 11-11-2021                                                           | San Pietroburgo                                                      | Russia                                                               | 6 – 0                                                                | Cipro                                                                | Qual. Mondiali 2022                                                  | -                                                                    |                                                                      |
| 24-9-2022                                                            | Larnaca                                                              | Cipro                                                                | 1 – 0                                                                | Grecia                                                               | UEFA Nations League 2022-2023 - 1º turno                             | -                                                                    | 64’                                                                  |
| 28-3-2023                                                            | Erevan                                                               | Armenia                                                              | 2 – 2                                                                | Cipro                                                                | Amichevole                                                           | 1                                                                    |                                                                      |
| 17-6-2023                                                            | Larnaca                                                              | Cipro                                                                | 1 – 2                                                                | Georgia                                                              | Qual. Euro 2024                                                      | -                                                                    | 16’ 63’                                                              |
| 8-9-2023                                                             | Larnaca                                                              | Cipro                                                                | 0 – 3                                                                | Scozia                                                               | Qual. Euro 2024                                                      | -                                                                    |                                                                      |
| 12-9-2023                                                            | Granada                                                              | Spagna                                                               | 6 – 0                                                                | Cipro                                                                | Qual. Euro 2024                                                      | -                                                                    |                                                                      |
| 12-10-2023                                                           | Larnaca                                                              | Cipro                                                                | 0 – 4                                                                | Norvegia                                                             | Qual. Euro 2024                                                      | -                                                                    |                                                                      |
| 15-10-2023                                                           | Tbilisi                                                              | Georgia                                                              | 4 – 0                                                                | Cipro                                                                | Qual. Euro 2024                                                      | -                                                                    | 48’                                                                  |
| 16-11-2023                                                           | Limassol                                                             | Cipro                                                                | 1 – 3                                                                | Spagna                                                               | Qual. Euro 2024                                                      | -                                                                    | 59’ 66’                                                              |
| 19-11-2023                                                           | Limassol                                                             | Cipro                                                                | 1 – 0                                                                | Lituania                                                             | Amichevole                                                           | -                                                                    |                                                                      |
| 21-3-2024                                                            | Limassol                                                             | Cipro                                                                | 1 – 1                                                                | Lettonia                                                             | Amichevole                                                           | -                                                                    |                                                                      |
| 25-3-2024                                                            | Larnaca                                                              | Cipro                                                                | 0 – 1                                                                | Serbia                                                               | Amichevole                                                           | -                                                                    | 6’                                                                   |
| 6-9-2024                                                             | Marijampolė                                                          | Lituania                                                             | 0 – 1                                                                | Cipro                                                                | UEFA Nations League 2024-2025 - 1º turno                             | -                                                                    | 56’                                                                  |
| 9-9-2024                                                             | Larnaca                                                              | Cipro                                                                | 0 – 4                                                                | Kosovo                                                               | UEFA Nations League 2024-2025 - 1º turno                             | -                                                                    |                                                                      |
| 15-10-2024                                                           | Pristina                                                             | Kosovo                                                               | 3 – 0                                                                | Cipro                                                                | UEFA Nations League 2024-2025 - 1º turno                             | -                                                                    | 72’                                                                  |
| 15-11-2024                                                           | Larnaca                                                              | Cipro                                                                | 2 – 1                                                                | Lituania                                                             | UEFA Nations League 2024-2025 - 1º turno                             | -                                                                    |                                                                      |
| 18-11-2024                                                           | Bucarest                                                             | Romania                                                              | 4 – 1                                                                | Cipro                                                                | UEFA Nations League 2024-2025 - 1º turno                             | -                                                                    | 15’ 46’                                                              |
| Totale                                                               |                                                                      | Presenze                                                             | 28                                                                   |                                                                      | Reti                                                                 | 1                                                                    |                                                                      |